# Piatigorsk
Piatigorsk (ros. Пятигорск) – miasto w południowej Rosji, w Kraju Stawropolskim, na Kaukazie Północnym. Stolica Północnokaukaskiego Okręgu Federalnego. Położone na zboczu góry Maszuk, nad rzeką Podkumok (dopływ Kumy), na wysokości ok. 600 metrów nad poziomem morza.
W mieście rozwinął się przemysł maszynowy, spożywczy, lekki oraz chemiczny.

## Historia

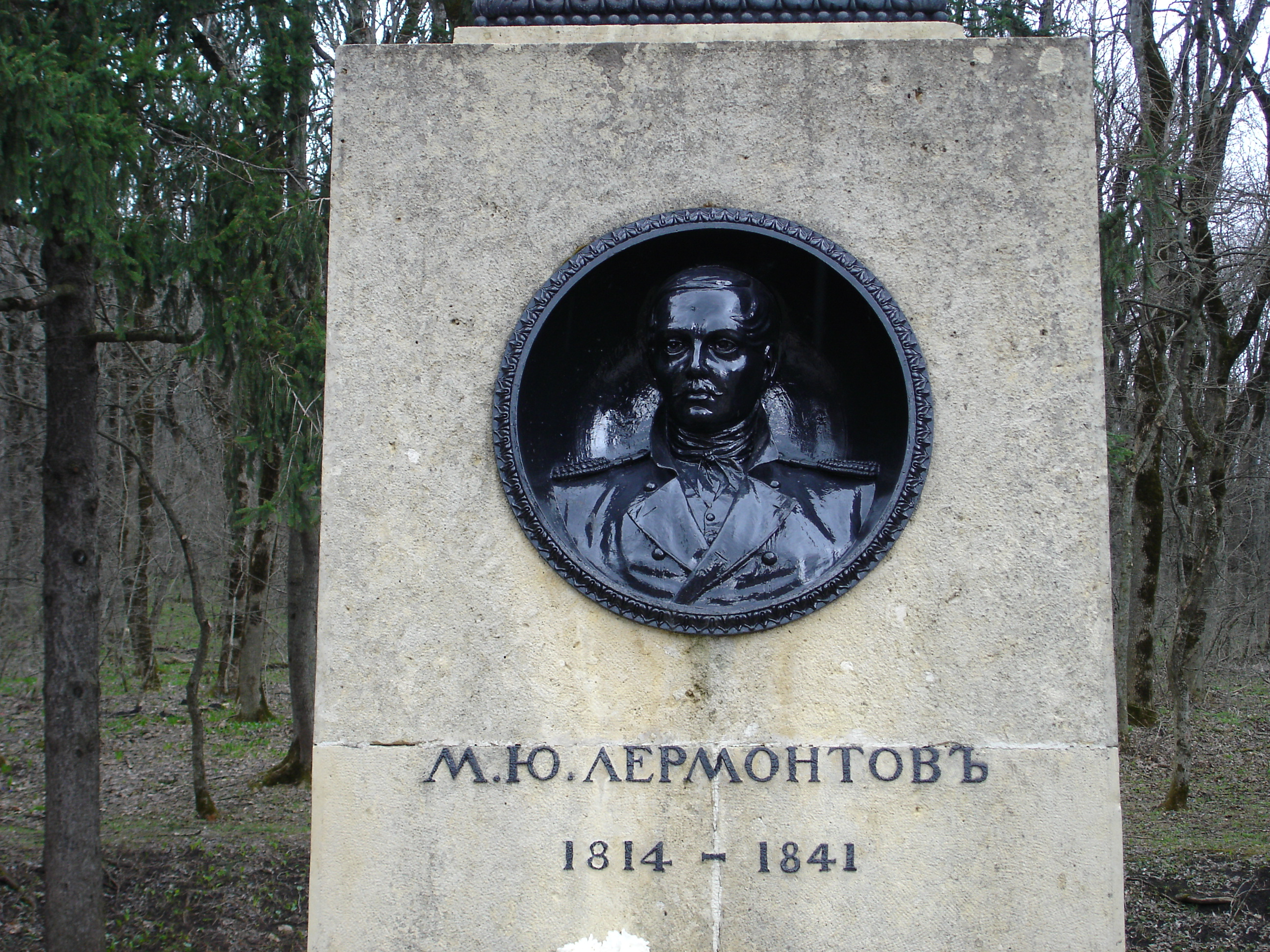
Pomnik Michaiła Lermontowa w miejscu śmiertelnego pojedynku

Pierwsze wzmianki o źródłach mineralnych na tym obszarze pochodzą z zapisków XIV-wiecznego arabskiego podróżnika Muhammada Ibn Battuty. Badania wód mineralnych w Rosji rozpoczęły się w XVIII wieku w okresie panowania Piotra I. W 1717 roku właściwości lecznicze piatigorskich źródeł zostały po raz pierwszy opisane przez carskiego lekarza G. Szobera.
Osada została założona w 1780 roku. W 1803 roku dekretem carskim została ona ustanowiona kurortem. Uzdrowisko początkowo nazywane było Gorące Wody (ros. Горячие Воды, Goriaczije Wody), dopiero w 1830 roku ośrodek otrzymał swoją obecną nazwę wraz z prawami miejskimi. Nazwa miasta jest zbitkiem rosyjskich słów пять гор (pięć gór) i pochodzi od nazwy pobliskiej góry Besztau o pięciu szczytach („besz” – 'pięć', „tau” – 'gór' z tur.). 
W 1841 roku w Piatigorsku zginął w pojedynku rosyjski poeta Michaił Lermontow, a w 1918 został tu rozstrzelany przez bolszewików bułgarski generał Radko Dimitriew. W 1920 roku w mieście powstał Instytut Balneologiczny.
W czasie II wojny światowej miasto zostało zajęte przez wojska hitlerowskie. Okupacja trwała od sierpnia 1942 roku do stycznia 1943 roku, kiedy to Piatigorsk został wyzwolony przez wojska Frontu Zakaukaskiego.  Działania wojenne spowodowały ogromne szkody w mieście i okolicach.

## Uzdrowisko
W okolicy znajduje się ponad 40 źródeł wód mineralnych (w tym cieplice do 60 °C), o różnym składzie chemicznym, część radoczynnych. Z pobliskiego jeziora Tambukańskiego wydobywana jest borowina stosowana w kuracjach i leczniczych kąpielach błotnych. Uzdrowisko specjalizuje się w leczeniu chorób układu pokarmowego, nerwowych, dróg moczowych, serca i układu krążenia, reumatycznych, skórnych, chorób kobiecych.

## Demografia
Skład narodowościowy i etniczny w latach 1897 i 2010 na podstawie oficjalnych danych rosyjskich:

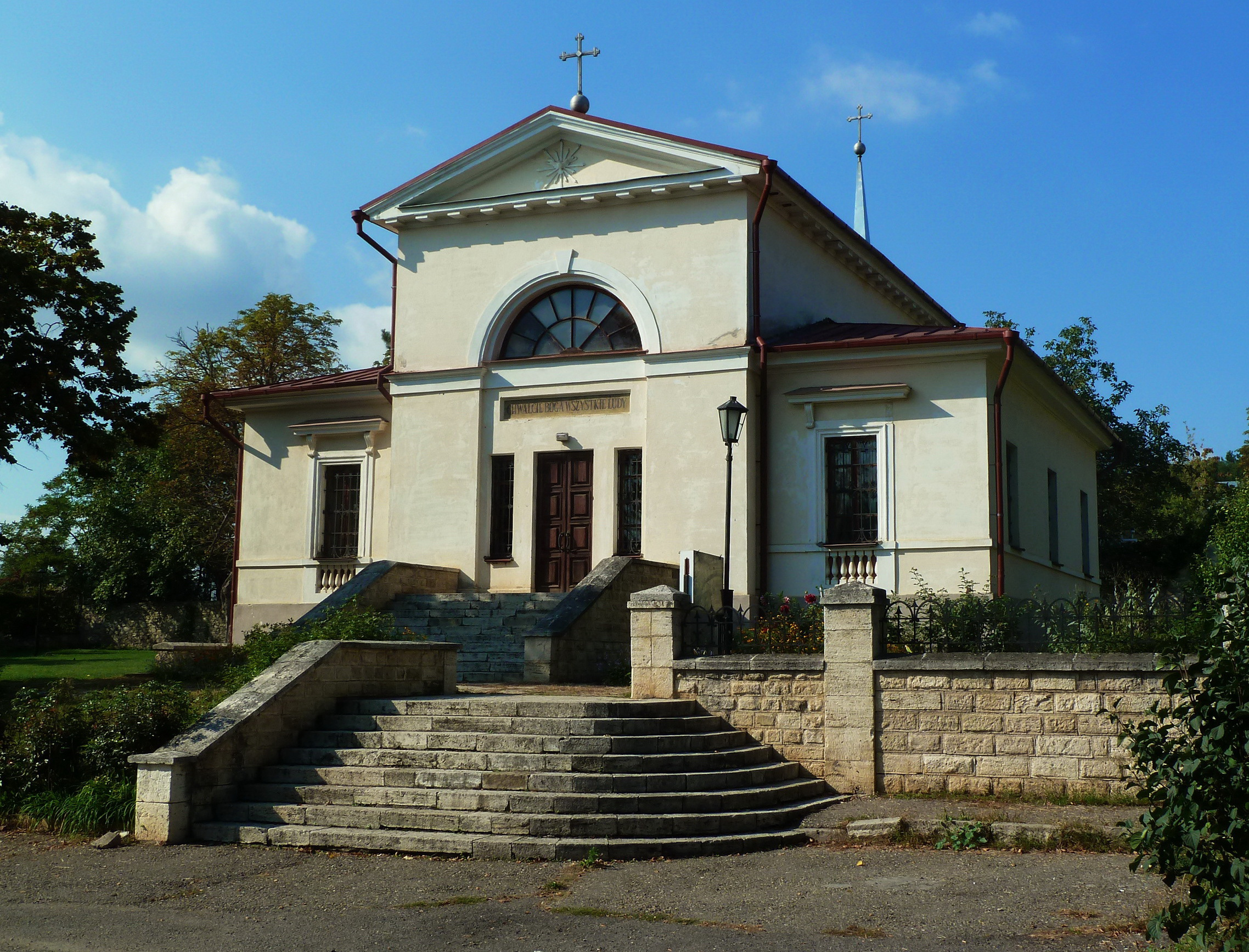
Kościół Przemienienia Pańskiego w Piatigorsku

- 1897[5]

1. Rosjanie: 12 788 (69,35%)
2. Ukraińcy: 2 594 (14,07%)
3. Ormianie: 589 (3,19%)
4. Niemcy: 441 (2,39%)
5. Polacy: 435 (2,36%)
6. Osetyńcy: 365 (1,98%)
7. Żydzi: 319 (1,73%)
8. Grecy: 202 (1,10%)

- 2010

1. Rosjanie: 101 857 (71,97%)
2. Ormianie: 18 972 (13,41%)
3. Azerowie: 4 346 (3,07%)
4. Ukraińcy: 2 549 (1,80%)

### Polacy w Piatigorsku
Piatigorsk był jednym z miejsc zesłań Polaków w carskiej Rosji. Zachował się tu zabytkowy kościół Przemienienia Pańskiego z lat 1840–1844. W czasie I wojny światowej tu zamieszkiwał i prowadził prywatną lecznicę chirurgiczną Józef Kazimierz Ziemacki. Ewakuacją Polaków z Piatigorska do odrodzonej Polski kierował Wiktor Czarnocki.

## Transport

### Kolej

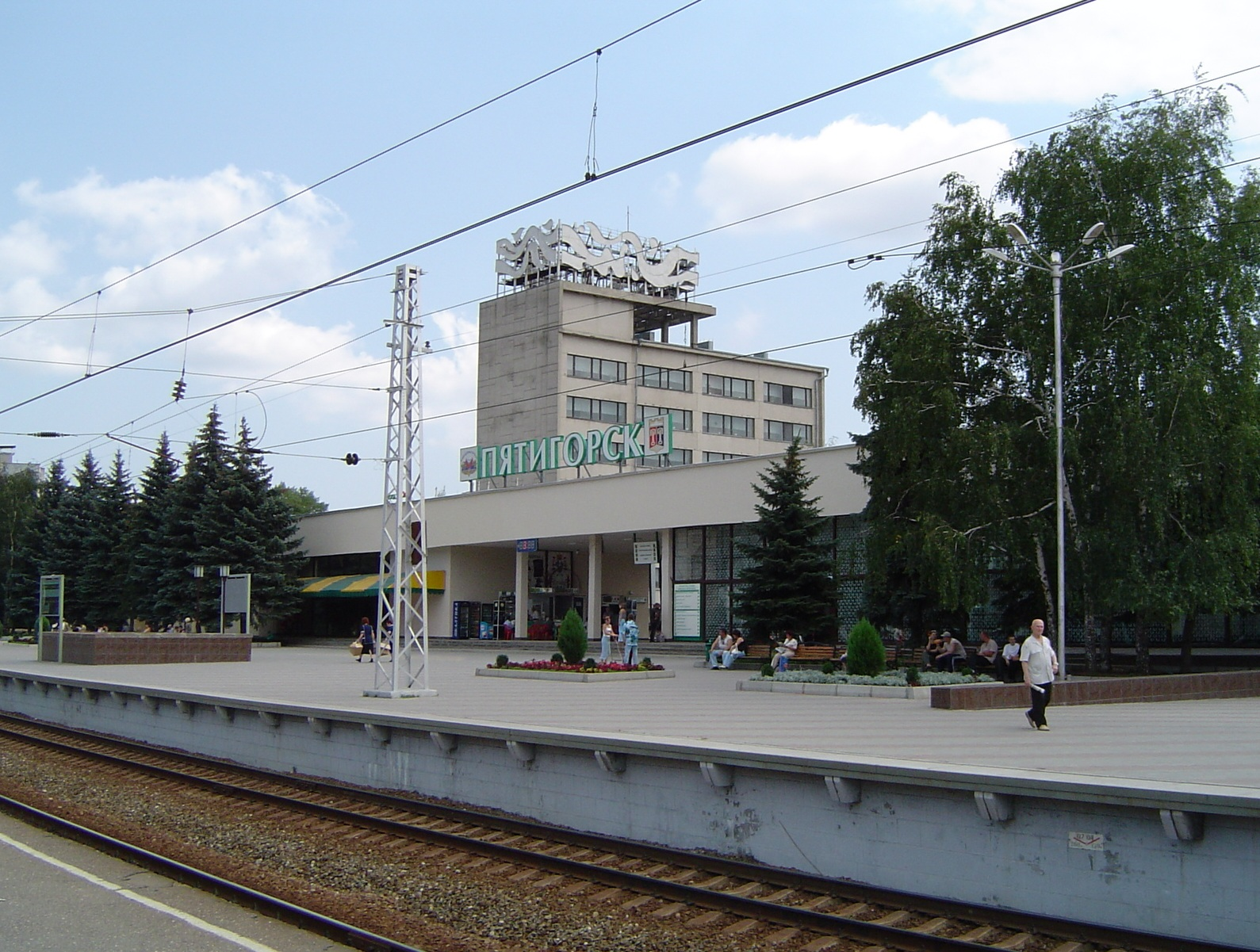
Dworzec kolejowy

Przez Piatigorsk przebiega linia kolei północno-kaukaskiej. W mieście znajduje się dworzec kolejowy Piatigorsk oraz mniejsze stacje: Lermontowskaja, Nowopiatigorsk, Wyścigi, Przemysłowa.

### Autobus
Miasto ma rozgałęzioną sieć transportu publicznego. Codziennie na trasy miasta wyjeżdżają setki mini-busów, łączących wszystkie okręgi miasta. Oprócz tego, kursują do miast: Lermontow, Jessentuki, Żeleznowodsk, Mineralne Wody, Kisłowodsk, Gieorgijewsk, Nalczyk, a także łączą miasto Piatigorsk z licznymi podmiejskimi miejscowościami. Ostatnio odradza się niegdyś zapomniany system autobusowego transportu. Każdego roku miasto otrzymuje nowe autobusy średniej i dużej pojemności.

### Tramwaj
Liderem wśród przewozów pasażerskich w mieście jest tramwaj. Jego historia zaczęła się w 1903 roku. Pierwsze dwie linie ruszyły 5.05.1904. Na trasy wyjeżdża ponad 40 wagonów produkcji czechosłowackiej: Tatra KTSU, KT4D, T3SU, T4D, i rosyjskiej: ET54, EB54, KTM-15. Cena za przejazd tramwajem to 25 rubli (na 1 stycznia 2025 roku). W mieście działa osiem tras.

### Lotnisko
Najbliższe lotnisko znajduje się w Mineralnych Wodach, niecałe 20 km od Piatigorska.

## Sport

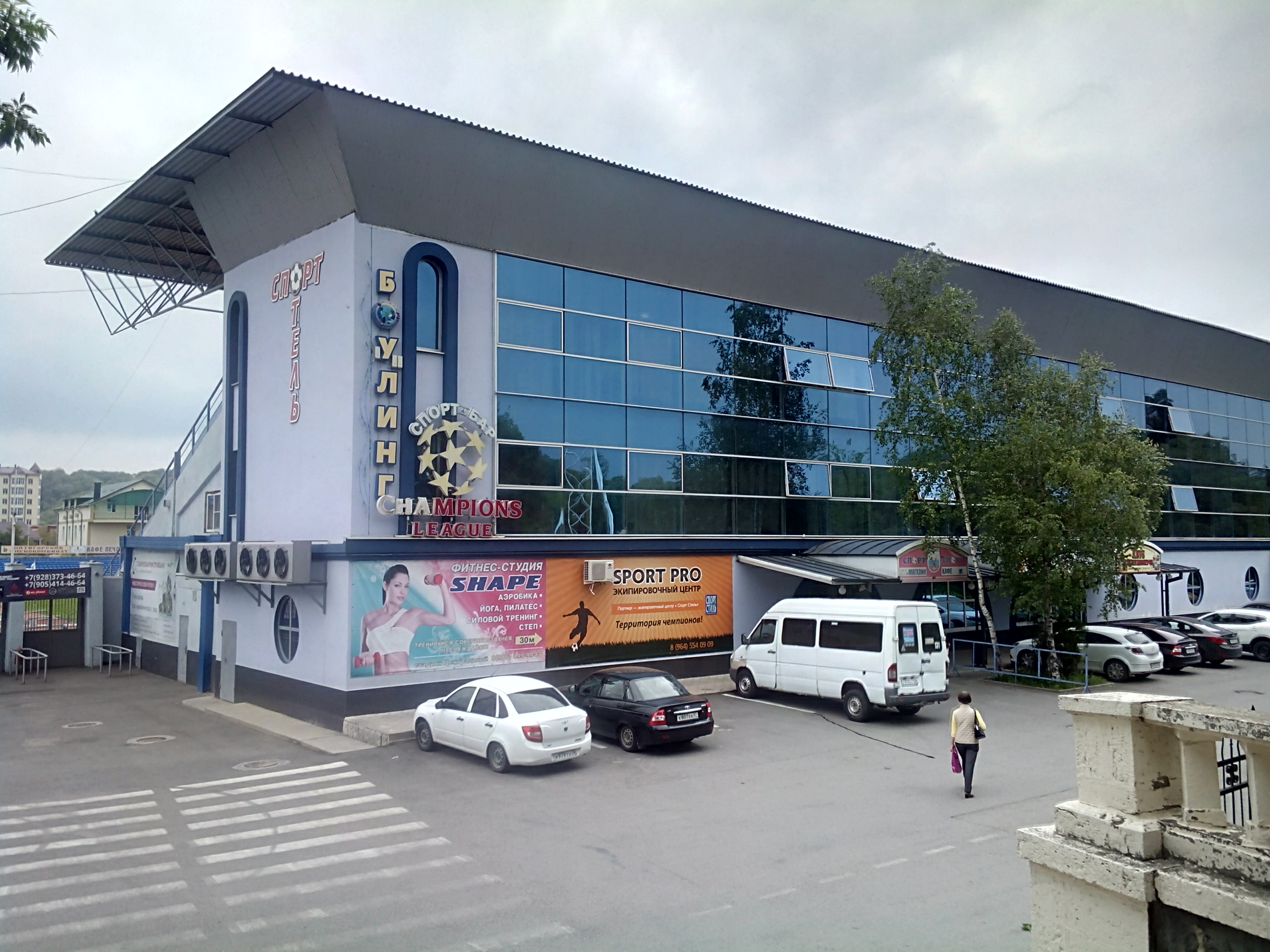
Stadion Centralny

- W mieście znajduje się Stadion Centralny, na którym domowe mecze rozgrywa piłkarski klub Maszuk-KMV Piatigorsk.
- W mieście znajduje się także hipodrom. W 2008 roku przeszedł on znaczący remont.
- Na zboczach góry Besztau regularnie odbywają się zawody w biegu na orientację i biegach górskich.
- Na górze Maszuk odbywają się zawody w kolarstwie górskim.

## Miasta partnerskie
- Dubuque, Iowa, Stany Zjednoczone[7]
- Koczin, Indie[8]
- Panagjuriszte, Bułgaria
- Trikala, Grecja[9]
- Hévíz, Węgry
- Schwerte, Niemcy